# Pretok
Pretok (refluks / refluksiranje) je dio ukapljenih vršnih para destilacijske kolone koji se vraća u kolonu na najvišu pliticu. Pretok je hladnija kapljevina u procesu rektifikacije. Rektifikacijska kolona može raditi između dvaju graničnih stanja radnih parametara uz najmanji pretok i neizmjeran broj plitica (u praksi neizvedivo) te uz potpuni pretok i najmanji broj plitica (kada nema produkta vrha, jer se sve vršne pare nakon ukapljivanja vraćaju u kolonu). Povećanjem pretoka raste utrošak energije, a povećani broj plitica znači veću investiciju (rektifikacija).
Vršne pare idu u vršni kondenzator, iz njega u spremnik. Iz spremnika pretok se vraća u rektifikacijsku kolonu, a destilat izlazi iz procesa.